# Список переможців Гран-прі Формули-1 (конструктори)
Формула-1, скорочено Ф1, це найвищий ступінь автоспорту з відкритими колесами, світова серія, контрольована Міжнародною федерацією автоспорту (FIA), головним регулюючим органом автоспорту. 
Слово «Формула» в назві означає звід правил, яким повинні відповідати боліди всіх учасників. Сезон чемпіонату Формули-1 складається з серії перегонів, відомих як Гран-прі, що проходять зазвичай на спеціально побудованих трасах. Крім того, деякі з гонок проходять на обгороджених міських вулицях. Найвідомішим Гран-прі є Гран-прі Монако в Монте-Карло. Результати перегонів йдуть у залік чемпіонату пілотів, а також в залік чемпіонату конструкторів.
Ferrari належить рекорд за кількістю перемог у Гран-прі, команда перемагала 209 разів. McLaren йде на другому місці з 162 перемогами, а Williams займає третє з 113 перемогами. Британські команди виграли найбільшу кількість перемог, 14 команд здобули 492 перемоги в гонках. П'ять італійських команд принесли друге місце з 230 перемогами. Наступними йдуть три французькі команди з 53 перемогами.

## За конструкторами
Дані наведені за станом на кінець сезону 2017 року
| Жирним шрифтом    | виділено конструкторів, що беруть участь у поточному сезоні Формули-1 |
| Курсивним шрифтом | виділено переможців Формули-1                                         |

| №  | Країна                 | Конструктор  | Перемоги | Сезони                             | Перша перемога                 | Остання перемога               | Примітки      |
| -- | ---------------------- | ------------ | -------- | ---------------------------------- | ------------------------------ | ------------------------------ | ------------- |
| 1  | Італія                 | Ferrari      | 229      | 1950–                              | Гран-прі Великої Британії 1951 | Гран-прі Бразилії 2017         | [ 4 ]         |
| 2  | Велика Британія        | McLaren      | 182      | 1966–                              | Гран-прі Бельгії 1968          | Гран-прі Бразилії 2012         | [ 5 ]         |
| 3  | Велика Британія        | Williams     | 114      | 1975–                              | Гран-прі Великої Британії 1979 | Гран-прі Іспанії 2012          | [ 6 ]         |
| 4  | Велика Британія        | Lotus        | 79       | 1958–1994                          | Гран-прі Монако 1960           | Гран-прі Детройта 1987         | [ 3 ]         |
| 5  | Німеччина              | Mercedes     | 76       | 1954–1955 2010–                    | Гран-прі Франції 1954          | Гран-прі Абу-Дабі 2017         | [ 3 ]         |
| 6  | Австрія                | Red Bull     | 55       | 2005–                              | Гран-прі Китаю 2009            | Гран-прі Мексики 2017          | [ 7 ]         |
| 7  | Велика Британія        | Brabham      | 35       | 1962–1992                          | Гран-прі Франції 1964          | Гран-прі Франції 1985          | [ 3 ]         |
| 8  | Франція                | Renault      | 35       | 1977–1985 2002–                    | Гран-прі Франції 1979          | Гран-прі Японії 2008           | [ 8 ]         |
| 9  | Велика Британія Італія | Benetton     | 27       | 1986–2001                          | Гран-прі Мексики 1986          | Гран-прі Німеччини 1997        | [ 3 ]         |
| 10 | Велика Британія        | Tyrrell      | 23       | 1970–1998                          | Гран-прі Іспанії 1971          | Гран-прі Детройта 1983         | [ 3 ]         |
| 11 | Велика Британія        | BRM          | 17       | 1951 1956–1977                     | Гран-прі Нідерландів 1959      | Гран-прі Монако 1972           | [ 3 ]         |
| 12 | Велика Британія        | Cooper       | 16       | 1950 1952–1969                     | Гран-прі Аргентини 1958        | Гран-прі Південної Африки 1967 | [ 3 ]         |
| 13 | Італія                 | Alfa Romeo   | 10       | 1950–1951 1963–1965 1979–1985      | Гран-прі Великої Британії 1950 | Гран-прі Іспанії 1951          | [ 3 ]         |
| 14 | Італія                 | Maserati     | 9        | 1950–1960                          | Гран-прі Італії 1953           | Гран-прі Німеччини 1957        | [ 3 ]         |
| 14 | Велика Британія        | Vanwall      | 9        | 1954–1960                          | Гран-прі Великої Британії 1957 | Гран-прі Марокко 1958          | [ 3 ]         |
| 14 | Франція                | Matra        | 9        | 1967–1972                          | Гран-прі Нідерландів 1968      | Гран-прі Італії 1969           | [ 3 ]         |
| 14 | Франція                | Ligier       | 9        | 1976–1996                          | Гран-прі Швеції 1977           | Гран-прі Монако 1996           | [ 3 ]         |
| 18 | Велика Британія        | Brawn        | 8        | 2009                               | Гран-прі Австралії 2009        | Гран-прі Італії 2009           | [ 9 ]         |
| 19 | США                    | Kurtis Kraft | 5        | 1950–1960                          | Індіанаполіс 1950              | Індіанаполіс 1955              | [ 10 ]        |
| 20 | Ірландія               | Jordan       | 4        | 1991–2005                          | Гран-прі Бельгії 1998          | Гран-прі Бразилії 2003         | [ 11 ]        |
| 21 | США                    | Watson       | 3        | 1950–1953 1956–1960                | Індіанаполіс 1956              | Індіанаполіс 1960              | [ 10 ] [ 12 ] |
| 21 | Велика Британія        | March        | 3        | 1970–1977 1981–1982 1987–1989 1992 | Гран-прі Іспанії 1970          | Гран-прі Італії 1976           | [ 3 ]         |
| 21 | Канада                 | Wolf         | 3        | 1977–1979                          | Гран-прі Аргентини 1977        | Гран-прі Канади 1977           | [ 13 ]        |
| 21 | Японія                 | Honda        | 3        | 1964–1968 2006–2008                | Гран-прі Мексики 1965          | Гран-прі Угорщини 2006         | [ 14 ]        |
| 25 | США                    | Epperly      | 2        | 1957–1960                          | Індіанаполіс 1957              | Індіанаполіс 1958              | [ 10 ]        |
| 25 | Велика Британія        | Lotus F1     | 2        | 2012–2015                          | Гран-прі Абу-Дабі 2012         | Гран-прі Австралії 2013        | [ 15 ]        |
| 27 | США                    | Kuzma        | 1        | 1951–1960                          | Індіанаполіса 1952             | Індіанаполіс 1952              | [ 10 ]        |
| 27 | Німеччина              | Porsche      | 1        | 1957–1964                          | Гран-прі Франції 1962          | Гран-прі Франції 1962          | [ 12 ]        |
| 27 | США                    | Eagle        | 1        | 1966–1969                          | Гран-прі Бельгії 1967          | Гран-прі Бельгії 1967          | [ 16 ]        |
| 27 | Велика Британія        | Hesketh      | 1        | 1974–1978                          | Гран-прі Нідерландів 1975      | Гран-прі Нідерландів 1975      | [ 17 ]        |
| 27 | США                    | Penske       | 1        | 1974–1977                          | Гран-прі Австрії 1976          | Гран-прі Австрії 1976          | [ 17 ]        |
| 27 | США                    | Shadow       | 1        | 1973–1980                          | Гран-прі Австрії 1977          | Гран-прі Австрії 1977          | [ 3 ]         |
| 27 | Велика Британія        | Stewart      | 1        | 1997–1999                          | Гран-прі Європи 1999           | Гран-прі Європи 1999           | [ 18 ]        |
| 27 | Німеччина              | BMW Sauber   | 1        | 1993–                              | Гран-прі Канади 2008           | Гран-прі Канади 2008           | [ 19 ]        |
| 27 | Італія                 | Toro Rosso   | 1        | 2006–                              | Гран-прі Італії 2008           | Гран-прі Італії 2008           | [ 20 ]        |

## За країною
Список гонок виграних за країною команд.
Дані наведені за станом на кінець сезону 2017 року
| № | Країна          | Перемог | Конструктор(и) |
| - | --------------- | ------- | -------------- |
| 1 | Велика Британія | 517     | 15             |
| 2 | Італія          | 250     | 5              |
| 3 | Німеччина       | 78      | 3              |
| 4 | Австрія         | 55      | 1              |
| 5 | Франція         | 53      | 3              |
| 6 | США             | 13      | 6              |
| 7 | Ірландія        | 4       | 1              |
| 8 | Канада          | 3       | 1              |
| 8 | Японія          | 3       | 1              |